# Corpo Voluntário Ucraniano
O Corpo Voluntário Ucraniano do Setor Direito (em ucraniano:  Добровольчий український корпус «Пра́вий се́ктор», ДУК ПС, transl. Dobrovolʹchyy ukrayinsʹkyy korpus "Právyy séktor", DUK PS) ou simplesmente o Corpo Voluntário Ucraniano ( em ucraniano:  Добровольчий український корпус, ДУК, transl. Dobrovolʹchyy ukrayinsʹkyy korpus, DUK), é o braço paramilitar do partido nacionalista ucraniano "Setor Direito". O Corpo Voluntário Ucraniano foi fundado em 17 de julho de 2014, como um dos “batalhões de voluntários”, criado como resposta à ascensão do separatismo pró-russo e à intervenção russa na Guerra de Donbas.
O Corpo Voluntário se define oficialmente como uma "formação voluntária de cidadãos ucranianos, ucranianos do exterior e não ucranianos - cidadãos de outros países que compartilham a ideologia do nacionalismo ucraniano e expressaram o desejo de participar da luta armada do povo ucraniano contra inimigos externos e internos." O Corpo Voluntário Ucraniano é formado principalmente por membros do Setor Direito, mas aceita voluntários sem filiação partidária, e também aceita a adesão de estrangeiros, incluindo bielorrussos, ocidentais e até russos. O grupo foi fundado por Dmytro Yarosh- nom-de-guerre "Yastrub" ("Falcão")- que também era o líder do Setor Direito, e foi formado com base em uma milícia irregular que o Setor Direito formou durante o Euromaidan que patrulhavam as ruas após a queda do governo Yanukovych.
Em julho de 2014, o Corpo afirmou de ter 5.000 soldados. O grupo se envolveu em várias situações de combate durante a Guerra em Donbas e mais tarde na invasão russa da Ucrânia em 2022. A maioria dos batalhões de voluntários foram posteriormente integradas pelo governo ucraniano nas Forças Terrestres Ucranianas ou na Guarda Nacional Ucraniana, mas o Corpo Voluntário Ucranianos foi um dos poucos que permaneceu independente. Isso mudou com a invasão russa de 2022, quando foram formalmente absorvidos pelas Forças Terrestres como unidade de operações especiais. Em novembro de 2022, o Corpo de Voluntários Ucraniano foi reformado como a 67ª Brigada Mecanizada Separada "DUK" e estava treinando no Reino Unido. Em 2024, a 67ª Brigada foi dissolvida e seus membros transferidos para outras brigadas das Forças Terrestres, devido ao suposto tratamento preferencial aos membros do Setor Direito, o que levou a repetidas perdas na Batalha de Chasiv Yar.

## História

### Fundação
O Corpo Voluntário Ucranianos tem suas origens em milícias vigilantes criadas pelo Setor Direito formados durante o Euromaidan e a Revolução da Dignidade . Após a queda do governo Yanukovych, a polícia abandonou em grande parte as ruas de Kiev e grupos de jovens, incluindo membros do Setor Direito, as patrulhavam armados principalmente com tacos de beisebol e às vezes com armas. As armas que os voluntários do Setor Direito tinham foram roubadas da Milítsia no final do Maidan.
Após a erupção da Guerra em Donbas em abril de 2014. As Forças Armadas regulares ucranianas sofreram uma série de derrotas e retrocessos contra os separatistas, pois estavam mal preparados, mal equipados, sem profissionalismo, moral, espírito de luta e com grave incompetência no alto comando. A reação viu a criação de vários "batalhões voluntários": milícias e grupos paramilitares formados por civis dispostos a combater os separatistas por iniciativa própria.
Em 15 de julho de 2014. O líder do Setor Direito, Dmytro Yarosh, anunciou a criação do Corpo Voluntário Ucraniano como o próprio batalhão de voluntários do Setor Direito. Diferentemente de outras formações de extrema-direita, como o Batalhão Azov ou o Batalhão Sich, o Corpo de Voluntários não seria subordinado ao Ministério da Administração Interna como uma "Polícia de Patrulha de Tarefas Especiais", mas iria operar de forma independente. Isso foi causado por uma desconfiança do Ministério depois que o ativista do Setor Direito Aleksandr Muzychko foi morto a tiros pela Milítsia. Em 17 de julho, foram dadas as primeiras ordens e emitido o estatuto oficial, sendo considerada a data oficial de formação do Corpo.

### Histórico de combate

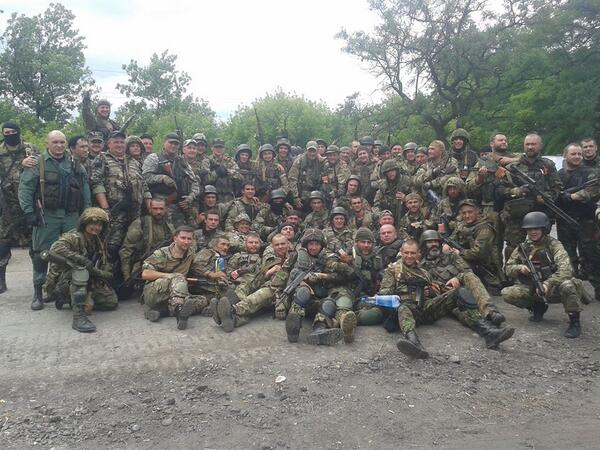
Voluntários do Setor Direito em 2014

#### Guerra em Donbas
O Corpo Voluntário Ucranianos foi para a frente no Oblast de Donetsk, onde teve seu batismo de fogo na Batalha do Raion de Shakhtarsk, quando capturou a cidade de Avdiivka dos separatistas russo junto com a 93ª Brigada Mecanizada. Mais tarde, em 1º de agosto, o Corpo de Voluntários, juntamente com a 51ª Brigada Mecanizada de Guardas, tomou a cidade de Krasnohorivka.
Em 12 de agosto, eles perderam doze combatentes quando foram emboscados fora de Donetsk enquanto viajam em direção ao Distrito Petrovsky em agosto de 2014. Apenas dois soldados no ônibus escaparam. Yarosh, o líder do grupo, prometeu que seu grupo vingaria as mortes.
Cinco dias depois, o Setor Direito acusou o Ministério da Administração Interna de abrigar forças contrarrevolucionárias que buscavam destruir o movimento voluntário ucraniano. Ele disse que os seguidores do vice-ministro do Interior, Vladimir Yevdokimov, entre a polícia, revistaram ou detiveram ilegalmente dezenas de voluntários do Corpo Voluntário Ucranianos e confiscaram armas que eles levaram em combate. O setor de direita também exigiu que o então presidente da Ucrânia, Petro Poroshenko, "limpasse" o Ministério de membros desleais, caso contrário eles se retirariam da zona de combate e marchariam para Kiev. O então Ministro de Assuntos Internos Arsen Avakov respondeu dizendo que os voluntários do Setor Direito não estavam nem na linha de frente. No entanto, em 17 de agosto, o líder do Setor Direito, Dmytro Yarosh, voltou atrás e disse que suas exigências de declaração foram atendidas em parte e que seus voluntários continuariam a lutar contra os separatistas.
Por volta do final de setembro, o Corpo de Voluntários da Ucrânia começou a mandar suas tropas no oeste de Donetsk, ao redor da área da vila de Pisky e do Aeroporto Internacional de Donetsk, participando na Segunda Batalha do Aeroporto de Donetsk. Juntamente com as Forças Armadas da Ucrânia, o Corpo Voluntário aguentou repetidos ataques firmemente e mantiveram o controle do aeroporto após vários ataques de separatistas russos e das Forças Armadas russas por quase dois meses, até que se retiraram em 12 de novembro, enquanto o resto do exército ucraniano forças se retiraram no início de janeiro. Devido à sua defesa feroz, as tropas que lutaram no aeroporto de Donetsk foram apelidadas de "Ciborgues" ( em ucraniano:  кіборг), um apelido dado pelos separatistas da RPD. O corpo de voluntários do Setor Direito é uma das unidades consideradas como um dos "ciborgues".
Em dezembro, o Corpo se juntou aos batalhões voluntários 40º Batalhão de Defesa Territorial "Kryvbas", Dnipro-1 e Batalhão Donbas em fazer inspeções no tráfego de mercadorias que vão para a zona de guerra, a fim de evitar o tráfico de armas por simpatizantes pró-Rússia para as forças separatistas por meio de comboios ajuda humanitária.

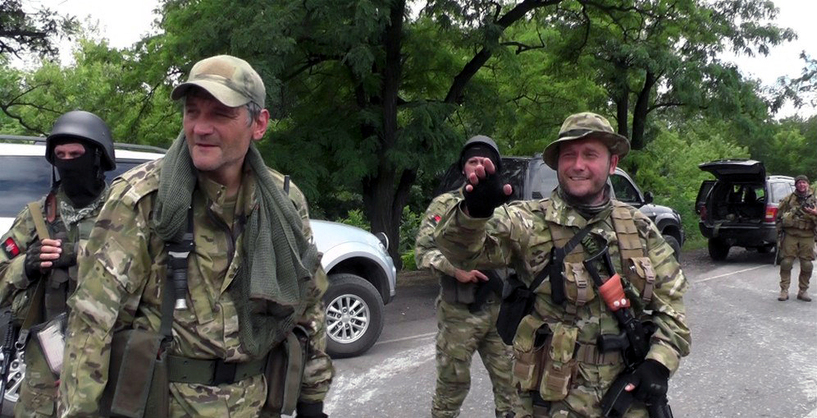
Combatentes do Corpo Voluntário Ucranianos, outubro de 2014

Em 15 de março de 2015, o Corpo de Voluntários começou a ser redistribuído na frente sul ao redor do Mar de Azov para a Batalha de Shyrokyne. Em fevereiro, o Batalhão Azov iniciou uma operação militar para afastar as forças separatistas da RPD de Mariupol, e isso se transformou em uma luta feroz pelo controle da vila de Shyrokyne. Em março, o Corpo Voluntário Ucranianos juntou-se à batalha e cobriu os flancos defensivos do Batalhão Azov e Donbas. Em julho, a maioria das forças voluntárias em Shyrokyne foram rotacionadas para fora da frente por forças regulares das Forças Armadas da Ucrânia.
Durante o resto da guerra em Donbas, o DUK fez operações de patrulha ao redor da linha de contato. Segundo Yarosh, em 2016 cerca de 300 voluntários permaneceram na linha de contato realizando tarefas específicas, como operações de reconhecimento e contra-snipers.

#### Confronto com a polícia em 2015
Em 10 de julho de 2015, as forças do governo ucraniano entraram em confronto com as forças do Setor Direito na cidade de Mukacheve, localizada no oeste da Ucrânia. Duas pessoas foram mortas. De acordo com o líder da facção parlamentar do presidente da Ucrânia, Petro Poroshenko, Yuriy Lutsenko, esses eventos "resultaram do conflito de interesses entre grupos armados ilegais e uma máfia que coopera abertamente com os aplicadores da lei". Alguns líderes locais indicaram que o conflito ocorreu quando as forças do Setor Direito tentaram reprimir o lucrativo comércio ilegal de contrabando de cigarros para a Europa Ocidental, no qual as autoridades locais foram cúmplices. As consequências imediatas dos eventos incluíram a demissão da liderança do serviço de alfândega do distrito de Zakarpatya. O deputado ucraniano Mykhailo Lanyo, detido no anel de contrabando, teria fugido da Ucrânia. O líder do Setor Direito, Yarosh, pediu calma e negou que as tropas do Setor Direito estivessem sendo retiradas do leste da Ucrânia.

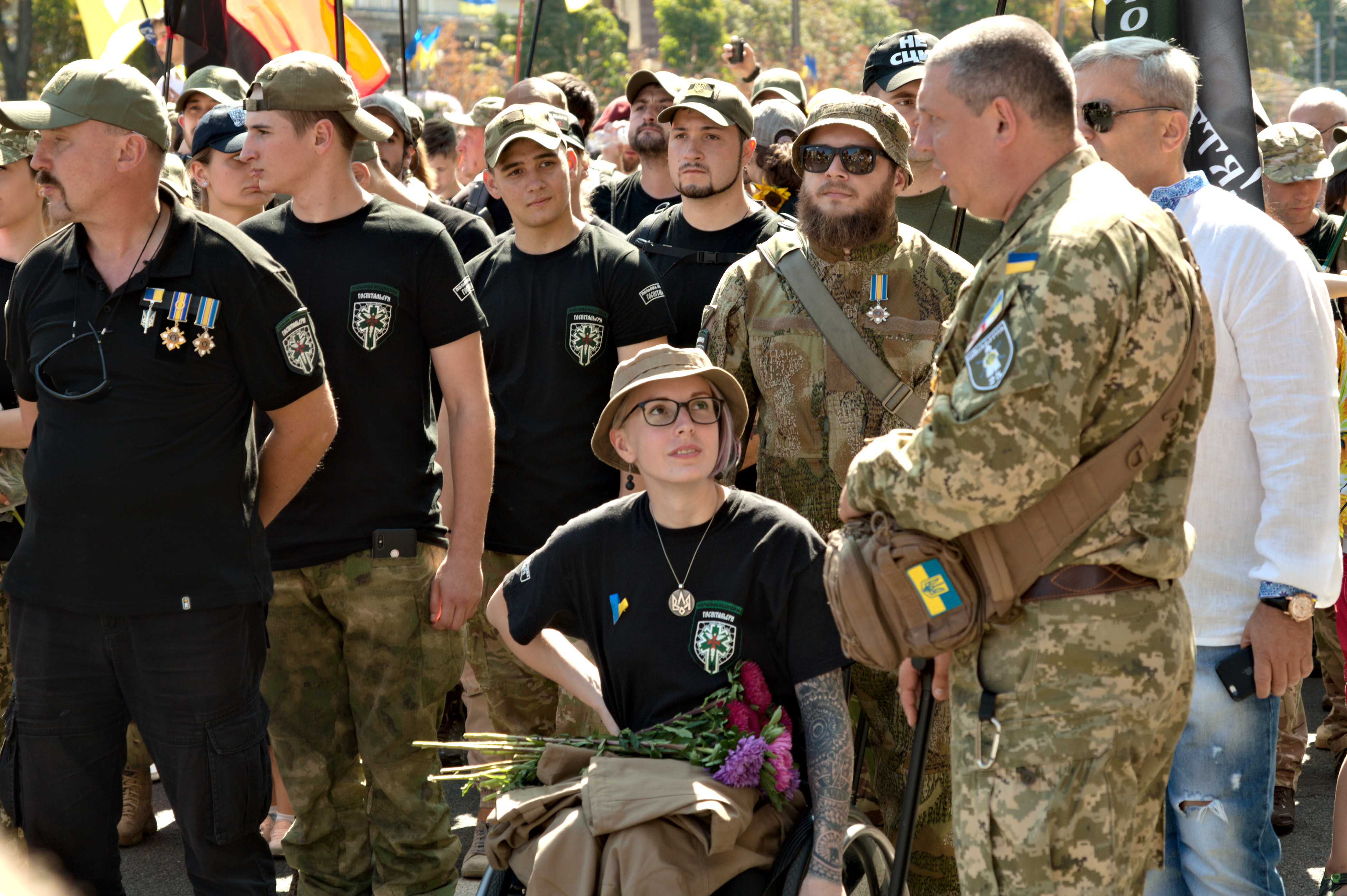
Veteranos do Batalhão Médico Hospitalar do DUK em um desfile militar, 2019

#### Bloqueio fronteiriço da Crimeia
Em 20 de setembro de 2015, o Setor Direito, juntamente com os Mejlis do Povo Tártaro da Crimeia, iniciaram uma obstrução maciça de tráfego na Crimeia controlada pela Rússia. O bloqueio teve manifestantes bloqueando o tráfego de caminhões, ferrovias, eletricidade e água indo para a Crimeia. Embora os carros de passageiros fossem autorizados a passar.
Os paramilitares do Setor Direito do Corpo Voluntário Ucranianos aderiram ao bloqueio, juntamente com membros do Regimento Azov, forneceram segurança aos manifestantes.

#### Invasão russa da Ucrânia em 2022
No início da invasão russa da Ucrânia em 2022, o Setor Direito mobilizou seu corpo de voluntários novamente para combater as forças invasoras russas. O Corpo Voluntário Ucranianos lutou no cerco de Chernihiv, onde lutou pelo controle de 10 aldeias ao redor do Raion de Nizhyn, ajudou a defender a capital Kiev durante a ofensiva de Kiev, e lutou no Cerco de Mariupol. Em 14 de março, o cofundador do Setor Direito e comandante do 2º Batalhão Separado, Mykola Kravchenko, foi morto em ação na vila de Horenka durante a ofensiva de Kiev, juntamente com um jornalista da Fox News.
O Corpo Voluntário Ucranianos iniciou o processo e integrou-se na cadeia de comando formal das Forças Armadas Ucranianas, de modo a melhor coordenar com as forças militares regulares e ter acesso a equipamentos de combate. O Corpo foi oficialmente designado como Centro de Operações Especiais "Corpo Voluntário Ucraniano" (em ucraniano:  Центр спеціальних операцій «Добровольчий український корпус», transl. Tsentr spetsialʹnykh operatsiy «Dobrovolʹchyy ukrayinsʹkyy korpus»). E foi encarregado principalmente de assediar as forças russos que avançavam.

Bandeira do Corpo Voluntário Ucraniano. Baseado na bandeira do Setor Direito, que por sua vez é baseado na bandeira da Organização dos Nacionalistas Ucranianos e Exército Insurreto Ucraniano

## Organização
O primeiro comandante do Corpo Voluntário Ucraniano (e também seu fundador) foi Dmytro Yarosh ("Yastrub"), que também foi o fundador e líder do partido "Setor Direito". Ele liderou o DUK até novembro de 2015, quando renunciou ao cargo de presidente do Setor Direito. Após sua renúncia, ele anunciou a criação do Exército Voluntário Ucraniano (em ucraniano:  Українська добровольча армія, УДА, transl. Ukrayinsʹka dobrovolʹcha armiya, UDA), um grupo paramilitar separado que teria relações estreitas com o DUK. A UDA foi formada usando alguns antigos batalhões do DUK como base.
Diferentemente de muitos batalhões de voluntários ucranianos e dos batalhões de defesa territorial, o Corpo Voluntário Ucranianos do Setor Direito não faz parte do Ministério do Interior ou do Ministério da Defesa . Ele opera de forma independente, como tal, o governo não fornece armas, apenas munições, e o DUK tem que contar com equipamentos capturados ou financiados de forma independente. Coopera com as autoridades ucranianas, mas no passado fez declarações de que recusaria certas ordens: o grupo disse que respeitaria os acordos de cessar-fogo de Minsk, mas reserva-se o direito de não cumprir as ordens de cessar-fogo das Forças Armadas da Ucrânia e reserva-se o direito de continuar as hostilidades ativas de acordo com seus próprios planos. Da mesma forma, recusou-se a retirar suas tropas durante a Batalha de Shyrokyne.
Com a invasão russa da Ucrânia em 2022, o  foi absorvido e integrado sob a cadeia de comando das Forças Terrestres Ucranianas, oficialmente designado como Centro de Operações Especiais "Corpo Voluntário Ucraniano" (em ucraniano:  Центр спеціальних операцій «Добровольчий український корпус», transl. Tsentr spetsialʹnykh operatsiy «Dobrovolʹchyy ukrayinsʹkyy korpus»). Desde a invasão, o DUK foi encarregado de operações de assédio aos russos que avançavam. Com a integração ao Exército, eles podem ter melhor acesso a material e equipamentos. No entanto, o DUK ainda goza de autonomia significativa dentro da cadeia de comando e mantém sua estrutura de comando interna mais antiga e mais flexível, que foi descrita pelo jornalista Aris Roussinos como "Ao contrário do exército regular, o DUK tem uma atmosfera anárquica e democrática na qual os soldados discutem ordens com seus comandantes e sinta-se à vontade para adicionar suas próprias sugestões [. . . ] A maioria se juntou ao DUK pela chance de ver o combate o mais rápido possível, sem os regulamentos mesquinhos da vida normal do exército."
A independência da unidade sempre foi um ponto de discórdia e gerou polêmica. Em 2015 havia planos para integrá-lo totalmente nas Forças Terrestres Ucranianas. Mas se recusaram a ingressar nas Forças Armadas. Em abril de 2015, o DUK foi ordenado a ficar na a retaguarda pelas forças militares ucranianas. As unidades de combate do Corpo Voluntário Ucranianos recuaram para sua base de treinamento no Oblast de Dnipropetrovsk. A base foi cercada por postos de controle das 95ª e 25ª brigadas de assalto aéreo. Houve rumores de que as unidades do "Setor Direito" foram condenadas a se desarmar por se recusarem a submeter-se à subordinação das Forças Armadas da Ucrânia, ou simplesmente submetidas à intimidação para "manter a ordem". Em dezembro de 2015, foi anunciado que os 5º e 8º batalhões e o batalhão médico do Corpo de Voluntários foram integrados ao Exército. Em 2016, o Promotor Militar Chefe da Ucrânia Anatolii Matios afirmou em uma entrevista a rádio que o Corpo Voluntário Ucranianos do Setor Direito é uma formação armada ilegal em todos os fundamentos legais e de acordo com a constituição ucraniana. O promotor militar se manifestou contra as armas na retaguarda "sob as palavras de ordem do patriotismo" e observou que, se "começarmos a fechar os olhos a isso, o caos chegará à Ucrânia". Ao mesmo tempo, acrescentou que muitos dos combatentes mortos do Setor Direito são heróis que defenderam o país.
Em 2014, a estrutura do Corpo Voluntário Ucraniano era composta por centros de mobilização, treinamento e inteligência e batalhões, que se dividem em combate (participando diretamente das hostilidades) e reserva. O DUK também tem um batalhão médico (o Batalhão Médico Hospitalar ) e uma " Gendarmaria de Campo".
O Corpo de Voluntários da Ucrânia permite o recrutamento de estrangeiros. Tinha dois batalhões compostos exclusivamente por estrangeiros: o Batalhão Sheikh Mansur, formado por chechenos muçulmanos anti-russos, e o Grupo Tático “Belarus”, composto por bielorrussos anti-Lukashenko.